# Noãn Noãn

Vị trí tại Cơ Long

Noãn Noãn (tiếng Trung: 暖暖區; bính âm: Nuǎnnuǎn Qū) là một khu (quận) của thành phố Cơ Long, tỉnh Đài Loan, Trung Hoa Dân Quốc (Đài Loan). Quận có diện tích 22,8280 km², dân số vào tháng 8 năm 2011 là 37.954 người thuộc 14.509 hộ gia đình, mật độ cư trú đạt 1662,6 người/km².